# Křenov (Bernartice)
Křenov (do roku 1946 Krinsdorf) je vesnice, část obce Bernartice v okrese Trutnov. Nachází se asi 2,5 km na západ od Bernartic. Křenov leží v katastrálním území Křenov u Žacléře o rozloze 3,79 km2. Součástí Křenova je osada Malý Křenov.

## Historie
Vesnice byla ve středověku součástí trutnovského manského kraje. Z trutnovských manských desek pochází i první písemná zmínka o Křenově datující se k 6. březnu 1521. Tehdy Heřman ze Šumburka prodal svou polovinu trutnovského panství (druhou polovinu vlastnil jeho bratr Karel ze Šumburka) bratrům Vilémovi a Janovi Krušinovým z Lichtenburka. Křenov je mezi prodanými vesnicemi uváděn jako pustá ves Krymštorf. 13. května 1542 přijímá Kryštof z Gendorfu od krále Ferdinanda I. v léno některé vesnice v trutnovském manství, včetně Křenova, který je v listině zmiňován jako Krynstorf.
Roku 1599 bylo majitelem vsi město Trutnov. V dalších letech se majitelé Křenova několikrát vystřídali. Roku 1692 prodal Křenov spolu s poplužním dvorem a dvěma mlýny jeho tehdejší majitel Jan z Coenens žirečským jezuitům, kteří vlastnili též panství Žacléř. Statek Křenov byl následně k žacléřskému panství připojen. V majetku jezuitů zůstal až do zrušení řádu v roce 1773. Škola byla postavena roku 1846. Do roku 1946 nesla obec název Krinsdorf.
V letech 1869–1950 byla samostatnou obcí a od roku 1961 se vesnice stala součástí obce Bernartice.

## Obyvatelstvo
| Rok            | 1869 | 1880 | 1890 | 1900 | 1910 | 1921 | 1930 | 1950 | 1961 | 1970 | 1980 | 1991 | 2001 | 2011 | 2021 |
| -------------- | ---- | ---- | ---- | ---- | ---- | ---- | ---- | ---- | ---- | ---- | ---- | ---- | ---- | ---- | ---- |
| Počet obyvatel | 542  | 545  | 454  | 464  | 400  | 396  | 377  | 179  | 151  | 125  | 83   | 63   | 60   | 51   | 61   |
| Počet domů     | 88   | 88   | 84   | 85   | 84   | 82   | 86   | 89   | 50   | 44   | 30   | 33   | 31   | 39   | 38   |

## Pamětihodnosti
- Kaple
- Vila (čp. 11)
- Venkovské domy čp. 1 a 6

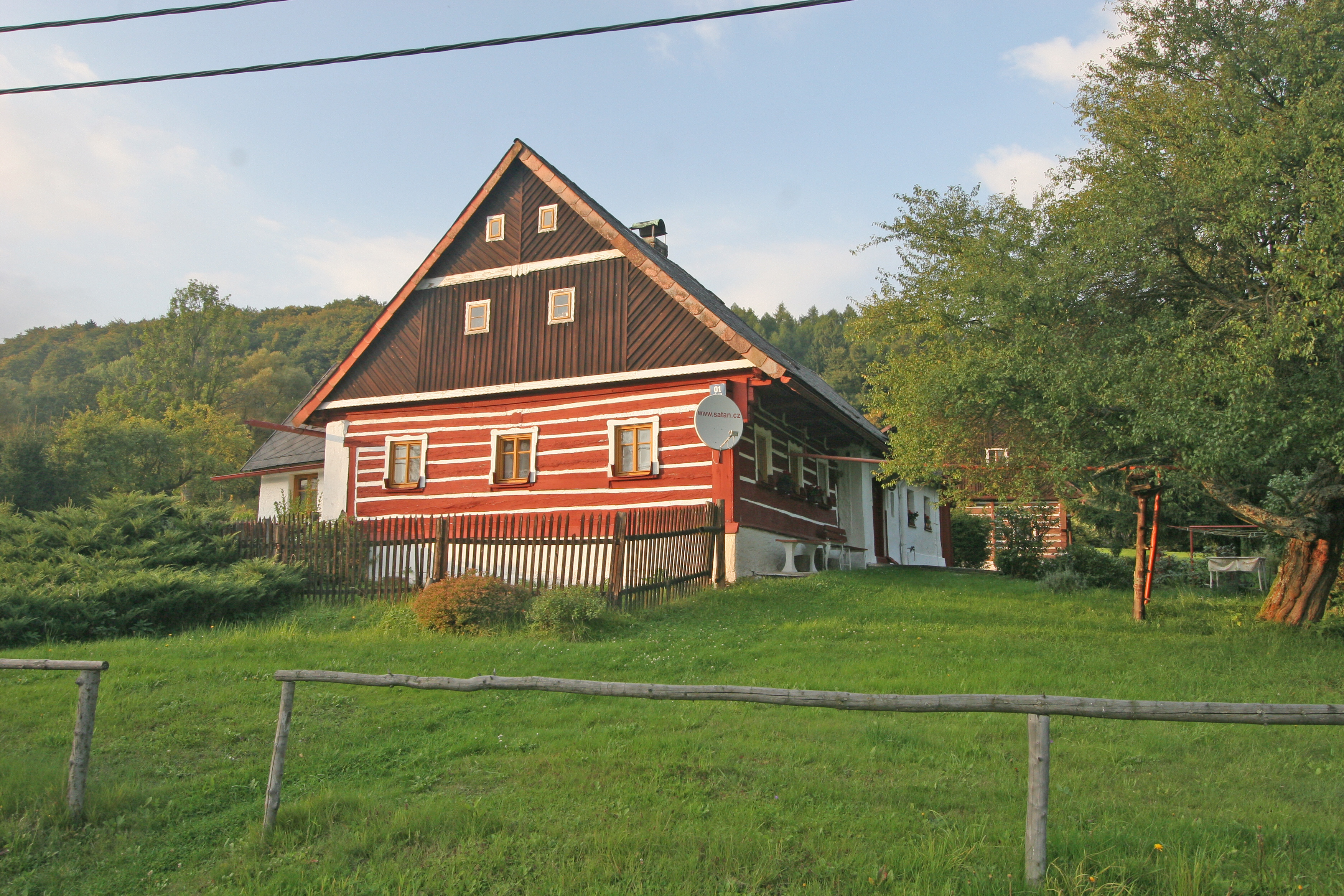
Venkovský dům čp. 1
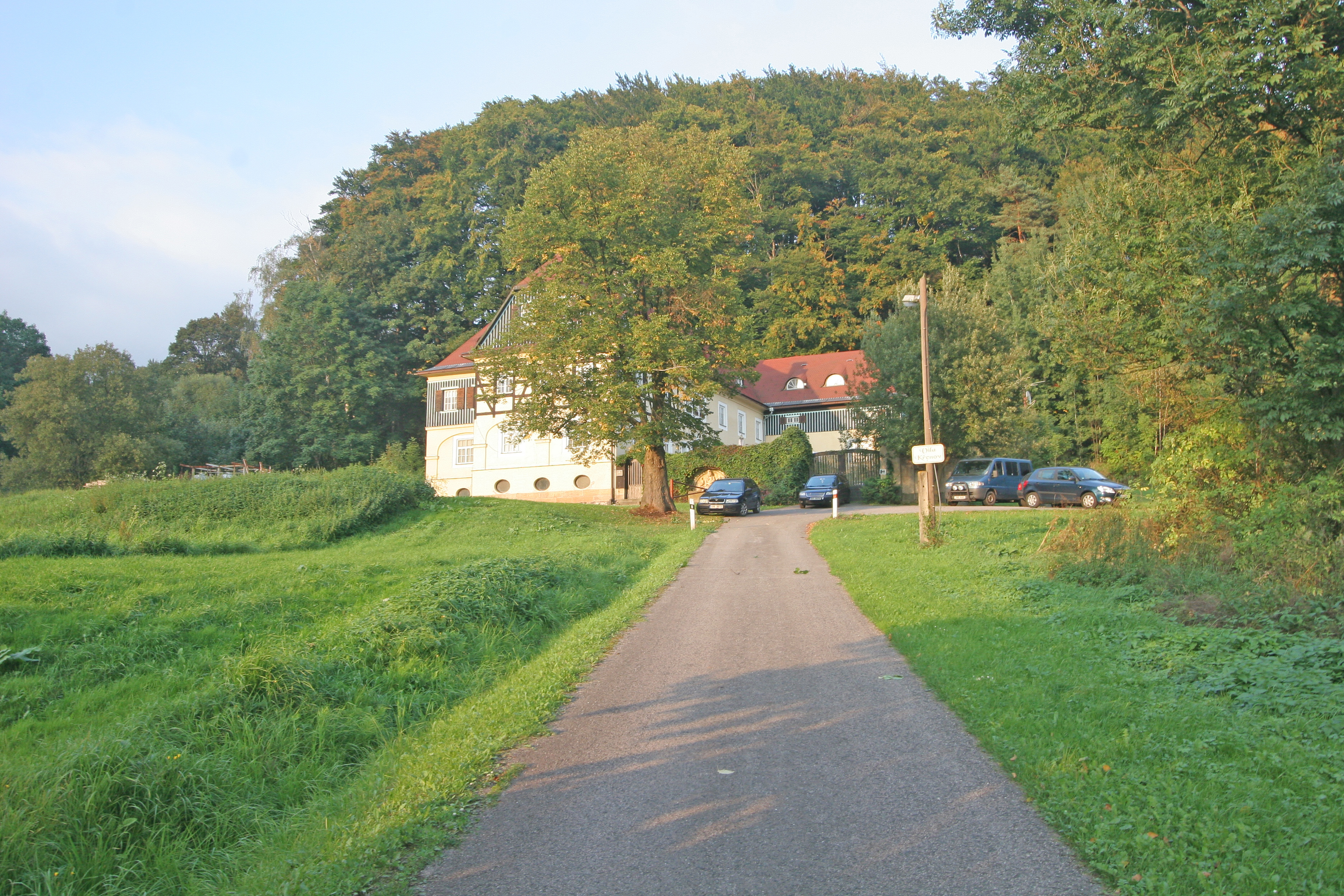
Vila (čp. 11)
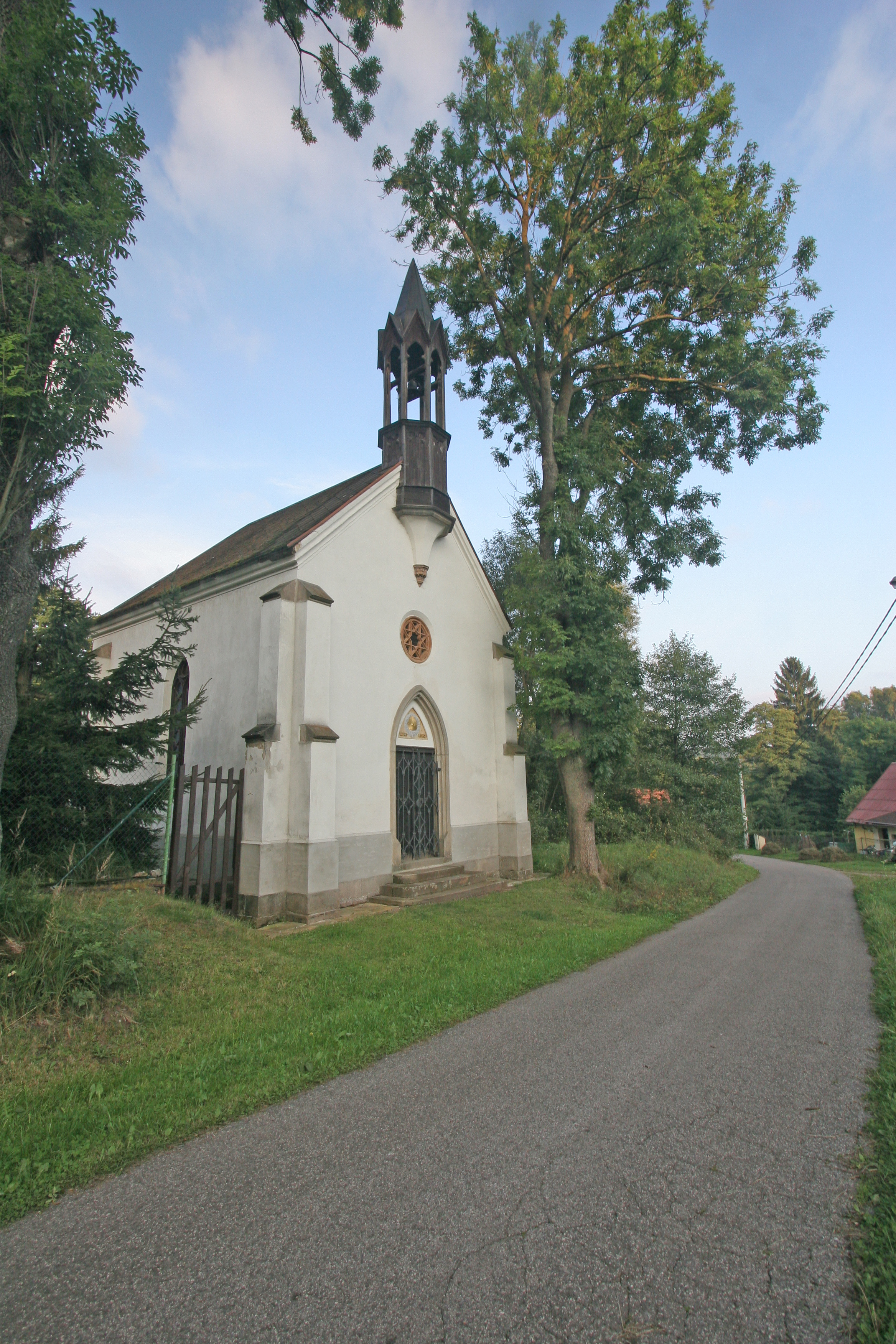
Kaple